# Tong’an (köpinghuvudort i Kina, Jiangsu Sheng, lat 31,38, long 120,45)
Tong'an (kinesiska: 通安镇) är en köpinghuvudort i Kina. Den ligger i provinsen Jiangsu, i den östra delen av landet, omkring 170 kilometer sydost om provinshuvudstaden Nanjing. Antalet invånare är 56 163. Befolkningen består av 27 992 kvinnor och 28 171 män. Barn under 15 år utgör 10,0 %, vuxna 15-64 år 78 %, och äldre över 65 år 10,0 %.
Runt Tong'an är det tätbefolkat, med 762 invånare per kvadratkilometer. Närmaste större samhälle är Suzhou, 15,8 km sydost om Tong'an. Trakten runt Tong'an består till största delen av jordbruksmark.
Genomsnittlig årsnederbörd är 1 661 millimeter. Den regnigaste månaden är juni, med i genomsnitt 221 mm nederbörd, och den torraste är december, med 59 mm nederbörd.